# Nieves Torres Serrano
Nieves Torres Serrano (Venturada, Madrid, 1918 − Madrid, 17 de desembre de 2013) va ser una activista del Partit Comunista d'Espanya (PCE), presa política de la dictadura franquista i una de les represaliades que més temps va romandre a la presó, juntament amb Manolita del Arco, María Salvo, Soledad Real i Josefina Amalia Villa.

## Biografia
Membre de les Joventuts Socialistes Unificades (JSU), des dels dotze anys va treballar al servei domèstic. Després del Cop d'Estat del 18 de juliol, va romandre a Madrid durant tota la Guerra Civil. Va treballar de voluntària en un taller de costura de roba per als milicians situat al carrer Fuencarral. Com a secretària d'Organització de la Comissió provincial de la JSUC, va crear i coordinar les cases d'acollida per a joves i infants de la província. En acabar la Guerra Civil, va patir la delació d'un membre de les JSU i va ser detinguda el 15 de maig de 1939. Va passar un mes retinguda a la comissaria del carrer Almagro, fins que va ser traslladada a la Presó de dones de Ventas, on no va disposar de cap cel·la, essent allotjada en un pati exterior. La presó estava habilitada per a 500 recluses i en aquells aquells moments n'hi havien 11000, sense més atenció que un àpat al dia en pèssimes condicions. El 12 d'agost de 1936, en un Consell de guerra sumaríssim, va ser jutjada conjuntament amb 27 persones, per les quals el fiscal va demanar la pena de mort per la pertinença a la JSU del Partit Comunista. Tot el grup va ser executat el 9 de setembre, amb l'excepció de la  Nieves Torres, Antonia García i Antonia Hernández. Un mes després d'aquells afusellaments, els va ser commutada la pena de mort per trenta anys de reclusió major.
El Maig de 1940, Torres va ser traslladada a la Presó de Durango, on també s'amuntegava un nombre important de recluses com ara Rosario La Dinamitera o Tomasa Cuevas procedents de las Ventas i de la Presó de Claudio Coello. Entre 1939 i 1940 els trasllats de dones a la Presó de Palma també van ser nombrosos. Les expedicions, d'entre 300 i 500 dones, pretenien la dispersió de les preses i reduir l'amuntegament de Madrid. Malgrat això, al maig de 1940 encara quedaven a las Ventas  5600 recluses, segons les fonts més prudents. A les presons del País Basc(Durango, Presó Central de Saturrarán i Amorebieta) va passar-hi Nieves Torres set anys. El seu últim trasllat va ser a la presó de Segòvia, on el 1949 va protagonitzar una vaga de fam amb altres destacades preses com Manolita de l'Arco, Palmira Sanjuan, María Vázquez, Pilar Claudín, Mercedes Gómez, Vicenta Camacho Abad, Maria Salvo, Josefina Amalia Villa, etc.
Va obtenir la llibertat el 1955, després de quasi 17 anys de reclusió. Durant tota la seva vida va lluitar per preservar i reivindicar la memòria de les Tretze Roses i altres afusellats, fins a aconseguir el reconeixement el 2009, al cap de setanta anys, amb la col·locació una placa commemorativa a la tàpia del Cementiri de l'Almudena, que posteriorment ha sigut vandalitzada diverses vegades.
El 17 de desembre de 2013, Torres va morir d'una parada cardiorespiratòria a Madrid, als 95 anys.
El 2018 L'Ajuntament de Madrid, encapçalat per l'alcaldessa Manuela Carmena, va decidir donar el nom de Nieves Torres al nou Espai d'igualtat i sensibilització de gènere, creat al districte de Chamartín.